# Asiamericana
Asiamericana ("de Asia y América") es un género dudoso representado por una única especie de pez ictiodéctido, que vivió a finales del Cretácico, hace aproximadamente 90 millones de años, en la época del Turoniense, en lo que hoy es Asia. Sus fósiles se han encontrado en Uzbekistán, en la Formación Bissekt y constan de 3 dientes encontrados en el desierto de Kyzyl Kum. La especie tipo, A. asiatica, fue formalmente descrita por Nessov en 1995. Su nombre se debe a que reconocía la presencia de dientes fósiles similares en Asia Central y América del Norte, siendo comparables a dientes fósiles encontrados en Kazajistán y en América del Norte, los cuales han sido ilustrados pero no descritos formalmente. Estas regiones fueron en una época una única masa terrestre conectada durante el período Cretácico, a la que se le denomina Asiamérica. Los dientes en sí son rectos, carecen de una constricción en la base, así como de bordes aserrados.

## Clasificación
En su descripción inicial de los inusuales dientes, Nessov especuló que podrían pertenecer a peces saurodontinos o bien a dinosaurios espinosáuridos. Él más tarde cambió de opinión, decidiendo que estos definitivamente representaban restos de pez, y esta opinión es la que ha sido seguida por los investigadores posteriores, quienes por razón de ese parentesco excluyen a estos dientes de las revisiones de los espinosáuridos.